# IC 3419
IC 3419 ist eine elliptische Zwerggalaxie vom Hubble-Typ E/S0 im Sternbild  Coma Berenices am Nordsternhimmel. Sie ist schätzungsweise 57 Millionen Lichtjahre von der Milchstraße entfernt und hat einen Durchmesser von etwa >10.000 Lj. Die Galaxie ist unter der Katalognummer VCC 1222 als Mitglied des Virgo-Galaxienhaufens gelistet.

Im selben Himmelsareal befinden sich u. a. die Galaxien IC 3392, IC 3409, IC 3422, IC 3435.
Das Objekt wurde am 7. Mai 1904 von Royal Harwood Frost entdeckt.